# Two-Mix
Two-Mix è un gruppo musicale j-pop formato nel 1995. I membri sono la cantante Minami Takayama ed il musicista e autore Shiina Nagano.
Conosciutisi nei primi anni novanta, provenienti da esperienze di musica indie si unirono dapprima con il nome di Es Connexion, sotto cui nome pubblicarono un album. Nel 1995 diventarono i Two-Mix.
Il loro stile musicale è un pop elettronica. Hanno collaborato alla colonna sonora di diversi anime, fra i quali Gundam Wing e Detective Conan (nel quale il protagonista Conan Edogawa è doppiato proprio dalla Takayama).
Nel 2005, ai Two-Mix si è unito il cantante Joe Rinoie, ed il gruppo ha cambiato temporaneamente nome in Mix Delta (reso graficamente come  || MIX⊿DELTA).

## Discografia

### Album
- BPM 132 - 1995
- BPM 143 - 1996
- BPM 150MAX - 1996
- TWO->RE(MIX) - 1996
- BPM Best Files - 1997
- BPM Dance - 1997
- Fantastix - 1997
- Baroque Best - 1998
- Dream Tactix - 1998
- Fantastix II - 1998
- Super Best Files 1995~1998 - 1998
- Rhythm Formula - 1999
- Vision Formula - 1999
- BPM Cube - 2000
- 0G - 2001
- 20010101 - 2001
- BPM Dance II - 2001
- 7th Anniversary Best - 2002
- Categorhythm - 2002
- II MIX⊿DELTA - DELTA ONE - 2005
- II MIX⊿DELTA - DELTA TWO -UNIVERSE- - 2006

### Singoli
- Just Communication - 1995
- Rhythm Emotion - 1995
- Love Revolution - 1996
- Rhythm Generation - 1996
- T-R-Y - Return to Yourself - 1996
- Living Daylights - 1997
- Summer Planet No. 1 - 1997
- True Navigation - 1997
- White Reflection - 1997
- Beat of Destiny - 1998
- Last Impression -1998
- Time Distortion - 1998
- Truth ~A Great Detective of Love~ - 1998
- Body Makes Stream - 1999
- Maximum Wave - 1999
- Side Formula - 1999
- Naked Dance - 2000
- Gravity Zero - 2001
- Before The Ignition - 2003
- II MIX⊿DELTA - Toki wo Koete - 2007 (Prima sigla iniziale dell'anime Engage Planet Kiss Dum)
- II MIX⊿DELTA - A Runner at Daybreak- 2007(Seconda sigla iniziale dell'anime Engage Planet Kiss Dum)